# Zongdu

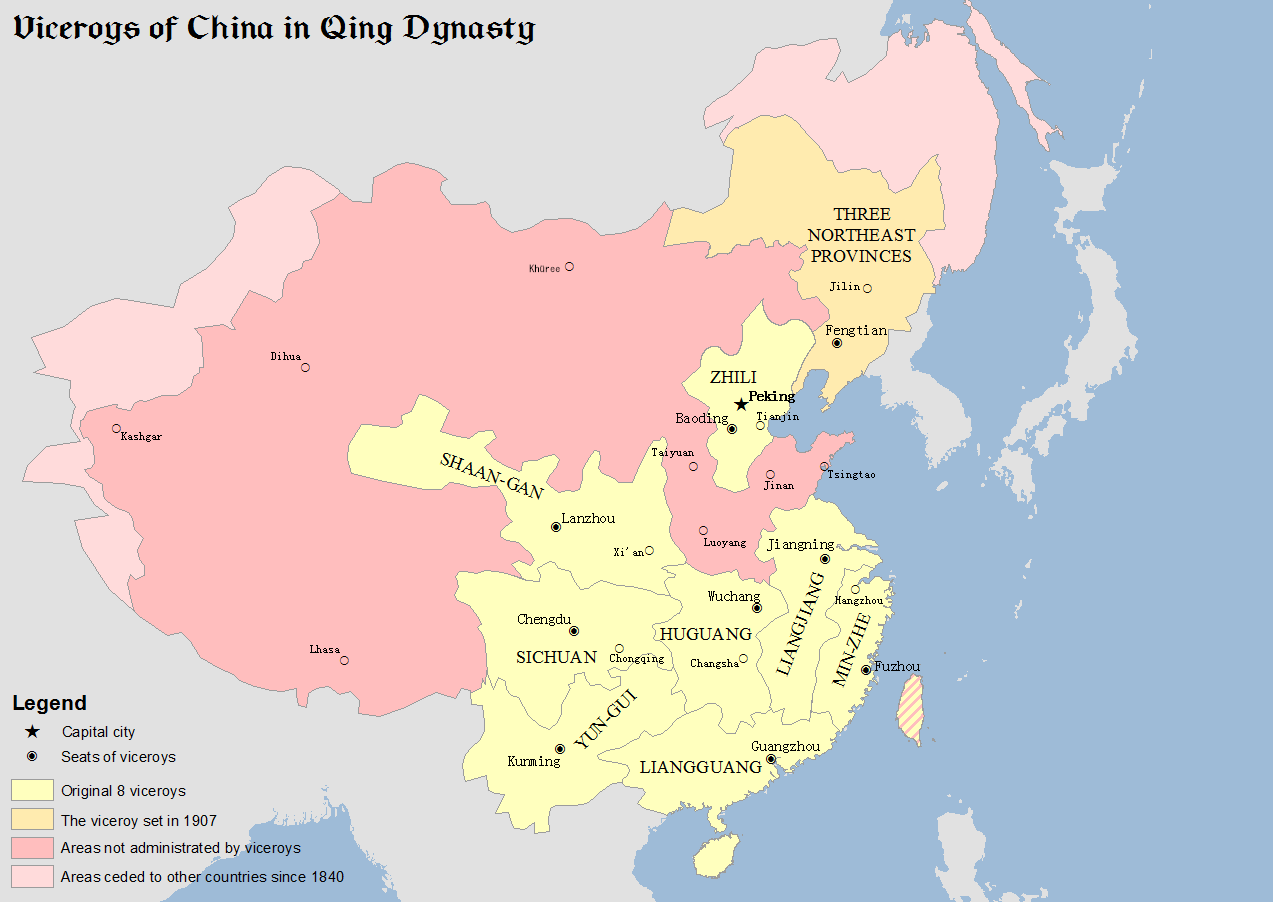
Herrschaftsgebiete der Vizekönige bzw. Generalgouverneure während der Qing-Dynastie

Zongdu oder Tsung-tu (chinesisch 總督 / 总督, Pinyin Zǒngdū, W.-G. Tsung3-tu1 – „Oberster Aufseher“) war eine hochrangige Amtsbezeichnung im Kaiserreich China, die üblicherweise als „Generalgouverneur“ oder „Vizekönig“ übersetzt wird. 
Die Bezeichnung wurde erstmals zur Zeit der Ming-Dynastie im 15. Jahrhundert verwendet. Zunächst handelte es sich um einen militärischen Amtstitel, der ad hoc an Befehlshaber und Kriegsminister verliehen werden konnte und diesen temporäre Sonderbefugnisse verlieh, etwa zur Niederschlagung von Aufständen und zur Abwehr von Feinden an den Außengrenzen des Reiches. 
Ende des 15. Jahrhunderts etablierte sich der Zongdu an der Südgrenze des Kaiserreiches (Liangguang) als permanent besetzte Position.
Während der Qing-Dynastie wurde dann im 17. Jahrhundert ein Großteil des inneren Chinas der Aufsicht von Vizekönigen unterstellt. Jeweils zwei oder drei Provinzen wurden zu einer Region gruppiert, die von einem Zongdu kontrolliert wurde. Anders als bisher hatte dieser nun die Verfügungsgewalt über Militär- und Zivilverwaltung. Üblicherweise war der Zongdu dabei auch in Personalunion Gouverneur (Xunfu) einer der ihm unterstellten Provinzen. Die Gouverneure (Xunfu) und Generalgouverneure/Vizekönige (Zongdu) wurden als Dufu zusammengefasst. 
Es gab die folgenden acht regionalen Vizekönige (jeweils mit Angabe der ihnen untergeordneten Provinzen): 
- Zhili (Zhili)
- Liangjiang („Beide Jiang“: Jiangsu, Jiangxi sowie Anhui)
- Min-Zhe (Fujian, Zhejiang, Taiwan)
- Huguang (Hunan, Hubei)
- Shaan-Gan (Shaanxi, Gansu, später auch Xinjiang)
- Liangguang („Beide Guang“: Guangdong, Guangxi)
- Yun-Gui (Yunnan, Guizhou)
- Sichuan (Sichuan)

Der Zongdu von Zhili galt als der  mächtigste und prestigeträchtigste Posten, da er die Provinz um die Hauptstadt kontrollierte. Ihm und dem Vizekönig von Sichuan war entgegen der Regel nur jeweils eine Provinz unterstellt. 
Keinem Vizekönig untergeordnet waren die Provinzen Shanxi, Shandong und Henan sowie die Nebenländer (wie die Mongolei, Ostturkestan, Tibet). Die Mandschurei wurde von einem Banner-General verwaltet, erst 1907 entstand hier das kurzlebige Vizekönigreich der drei nordöstlichen Provinzen (Fengtian, Jilin, Heilongjiang). 
Neben den Regionalbefehlshabern gab es auch zwei tätigkeitsbezogene Amtsposten mit dem Titel Zongdu:  
- Der Vizekönig der Flüsse und Wasserwege (Hedao Zongdu) war für den Bau und die Instandhaltung von Dämmen und Kanälen zuständig, insbesondere des Kaiserkanals. Sein Amt wurde später aufgeteilt, so dass es je einen Vizekönig für die nördlichen, südlichen und östlichen Wasserwege gab.
- Der Vizekönig für den Getreidetransport (Caoyun Zongdu) war für den Transport der Getreide-Tribute in die Hauptstadt verantwortlich.